# Song Ki-Yul
Song Ki-Yul es un deportista surcoreano que compitió en taekwondo. Ganó una medalla de oro en el Campeonato Mundial de Taekwondo de 1977, en la categoría de –48 kg.

## Palmarés internacional
| Campeonato Mundial | Campeonato Mundial       | Campeonato Mundial | Campeonato Mundial |
| Año                | Lugar                    | Medalla            | Categoría          |
| ------------------ | ------------------------ | ------------------ | ------------------ |
| 1977               | Chicago (Estados Unidos) | Medalla de oro     | –48 kg             |